# Camillina cayman
Camillina cayman är en spindelart som beskrevs av Norman I. Platnick och Mohammad U. Shadab 1982. Camillina cayman ingår i släktet Camillina och familjen plattbuksspindlar.
Artens utbredningsområde är Caymanöarna. Inga underarter finns listade.